# Shaban Ismaili
Shaban Ismaili (* 2. Mai 1989 in Gostivar, SFR Jugoslawien) ist ein mazedonischer Fußballspieler.

## Karriere

### Verein
In der Jugend wechselte Ismaili 2003 vom TSV Eltingen zum VfB Stuttgart. Zur Saison 2008/09 gehörte Ismaili erstmals dem Kader der zweiten Mannschaft des VfB Stuttgart an.
Sein Profidebüt gab Ismaili am 30. August 2008 am fünften Spieltag der Saison 2008/09 für den VfB II in der 3. Profi-Liga gegen Eintracht Braunschweig.
Für die Saison 2009/10 lieh der VfB Stuttgart Ismaili an die SG Sonnenhof Großaspach aus. Am 1. August 2009 erzielte Ismaili in der ersten Runde des DFB-Pokals im Frankenstadion Heilbronn bei der 1:4-Niederlage gegen die Bundesligamannschaft seines Stammvereins VfB Stuttgart das Tor zur 1:0-Halbzeitführung für Großaspach.
Zur Saison 2010/11 wechselte Ismaili zu RB Leipzig, wo er einen Zweijahresvertrag mit der Option auf eine Verlängerung um ein weiteres Jahr unterschrieb.
Am 26. Januar 2012 unterschrieb Ismaili bei der SG Sonnenhof Großaspach einen Vertrag bis zum Ende der laufenden Saison. Eine Vertragsverlängerung über die Saison 2012/13 hinaus lehnte er ab, weil er auf einen Wechsel zu den Stuttgarter Kickers spekulierte. Nachdem dieser Wechsel jedoch nicht zustande kam, wechselte er schließlich zum Regionalliga-Konkurrenten SV Waldhof Mannheim. Im Sommer 2014 wurde Ismaili vom Oberligisten SGV Freiberg verpflichtet, mit dem er 2016 in die Verbandsliga abstieg. Daraufhin wechselte er zu Calcio Leinfelden-Echterdingen in die Verbandsliga Württemberg.